# 조은빛나
조은빛나는 대한민국의 아나운서이다.

## 경력
- 2019년 HCN경북방송 아나운서
- 2019년 KTV 아나운서